# Mecistoptera velifera
Mecistoptera velifera là một loài bướm đêm trong họ Erebidae.